# Skierniewice
Skierniewice járási jogú város Lengyelorszában, az ország középső részén, a Łódźi vajdaságban, a Rawka partján, félúton Varsóból Łódźba. A városnak 49 016 lakosa van (2008, december 31-én). A város területe 32,89 km², népsűrűsége 1491 fő/km². 1975 és 1998 között Skierniewice a Skierniewicei vajdaság székhelye volt.
1920. augusztus 12-én, a lengyel-bolsevik háborúban ide érkezett meg az a 22 millió lőszerből álló magyar hadisegély, amelynek felhasználásával a lengyel hadsereg ellentámadásba kezdett, majd rövidesen felszabadította Varsó környékét és egész Lengyelországot a megszálló Vörös Hadsereg támadásai alól.

## Műemlékek és turista attrakciók
- Pályaudvar (1875)
- Neoreneszánsz városháza (1847), építették Marconi Henryk terve alapján
- Püspöki palota (1619, átépítették 1780-ban)
- Szent Szaniszló-templom (1720)
- Szent Jákob-templom (1781)
- Az orosz hadsereg laktanyájának épületei a Báthory utcában (XIX század vége)

## Testvérvárosok
| Város              | Ország        | együttműködés kezdete |
| ------------------ | ------------- | --------------------- |
| Gera               | Németország   | 1976                  |
| Châtelaillon-Plage | Franciaország | 1990                  |
| Pursgstall         | Ausztria      | 1988                  |
| Szentes            | Magyarország  | 2004                  |
| Náměšť na Hané     | Csehország    | 2005                  |